# دوستت دارم فیلیپ موریس
دوستت دارم فیلیپ موریس (انگلیسی: I Love You Phillip Morris) فیلمی در ژانر کمدی سیاه است که در سال ۲۰۰۹ منتشر شد. از بازیگران آن می‌توان به جیم کری، ایوان مک‌گرگور، خودریگو سانتورو و لزلی من اشاره کرد.